# Farra di Soligo
Farra di Soligo là một đô thị ở tỉnh Treviso trong vùng Veneto, có cự ly khoảng 50 km về phía tây bắc của Venice và khoảng 25 km về phía tây bắc của Treviso.
Farra di Soligo giáp các đô thị: Follina, Miane, Moriago della Battaglia, Pieve di Soligo, Sernaglia della Battaglia, Valdobbiadene, Vidor. Công trình nổi bật có nhà thờ nhỏ San Vigilio được xây khoảng năm 1100, và nhà thờ Santa Maria Nova.